# マーラ (動物)
マーラ（Dolichotis patagonum）は、哺乳綱齧歯目テンジクネズミ科マーラ属に分類される齧歯類。マーラ属の模式種。属名Dolichotisは「長い耳」の意で、種小名patagonumは生息地であるパタゴニアに由来する。

## 分布
南アメリカ南部、特にアルゼンチン。
模式標本の産地（基準産地・タイプ産地・模式産地）はサンタクルス州。

## 形態
体長70 - 75センチメートル。尾長4 - 5センチメートル。体重8 - 9キログラム。尾は短く、体毛で被われない。体色は薄褐色や黒褐色。腹面は白く、顎や脇腹は橙色をおびる。臀部下部は白い。
耳介は長い。四肢は細い。

## 分類
以下の分類・分布はCampos et al.(2001)に従う。
Dolichotis patagonum patagonum (Zimmerman, 1780)
メンドーサ州・サンルイス州・コルドバ州南部・ブエノス・アイレス州からサンタクルス州にかけて
Dolichotis patagonum centricola Thomas, 1902
カタマルカ州、コルドバ州北西部、サンティアゴ・デル・エステロ州南西部、ラ・リオハ州東部。模式産地はコルドバ州。

## 生態
低地の森林や藪地に生息するが、開けた草原や藪のあるステップにも生息する。Larrea属などの藪で覆われた環境を好むが、モンテ砂漠では過放牧された環境や土壌が露出した環境にも生息する。行動圏は平均97.87ヘクタールで、季節によって33.25 - 197.5ヘクタールまで変化する。飼育下ではペアで生活しペアは一生解消されず、野生下でも同様と考えられている。オスはメスに従うように約30メートル以上離れて行動し、メスが採食や授乳を行う時はオスが捕食者や他のオスに対する見張りを担当する。オス同士では互いにおいかけたりはするが、激しく争うことはない。繁殖期や食物が豊富な環境では、これらが集合することがある。走行速度は時速約45キロメートルに達する。
Chloris属・Lycium属・Pappophorum属・Prosopis属・Trichloris属・Atriplex lampaなどの植物質を食べる。モンテ砂漠では食性の70 %を単子葉植物、30 %を双子葉植物が占める。
繁殖様式は胎生。アルゼンチン南部では8月から翌1月に繁殖する。野生下での妊娠期間は約100日、飼育下での妊娠期間は91 - 111日。メスは出産用の巣穴を掘り、1つの巣穴を1 - 15以上のペアが共同で使用する。穴の近くには少なくとも1つのペアが滞在し、見張りを行う。野生下では主に1回に1頭、飼育下では1回に3 - 4頭の幼獣を産む。パタゴニアでは幼獣は主に9 - 10月に産まれる。幼獣は生後4か月ほどまで穴の中で過ごす。母親は1日1 - 2回この穴を訪れ穴の外で自分の産んだ幼獣にのみ授乳しようとし、他の幼獣が乳を吸おうとすると噛みついたり振り回して拒絶する。一方で母親の目を盗んで、他の幼獣が乳を吸ってしまうこともある。
主な天敵はパンパスギツネ、コロコロ、猛禽類などである。

## 人間との関係
毛皮が敷物などに利用されることもある。
農地開発による生息地の破壊、毛皮用の狩猟、人為的に移入されたヒツジやノウサギ類との競合などにより生息数は減少している。

## 画像

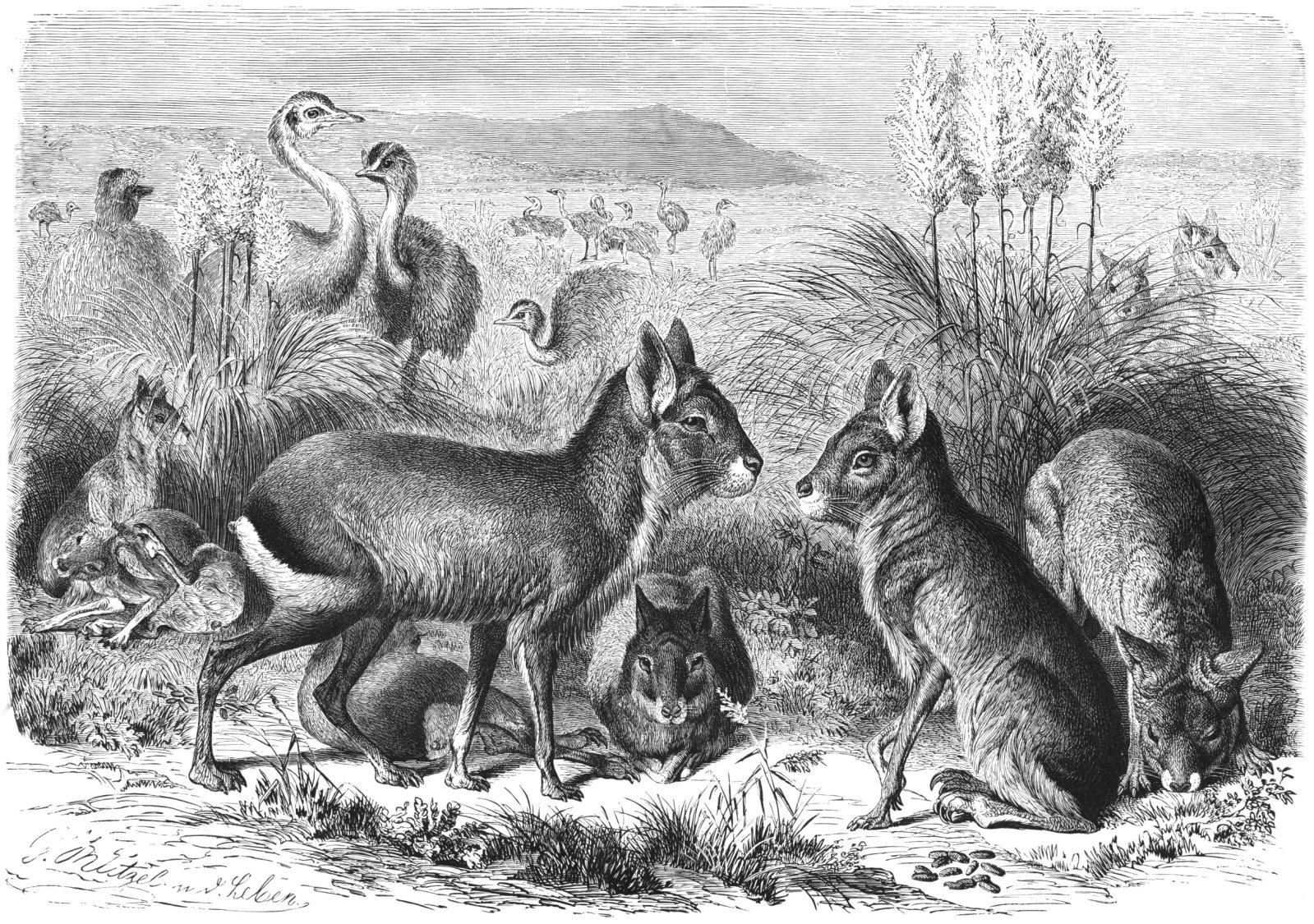
イラスト
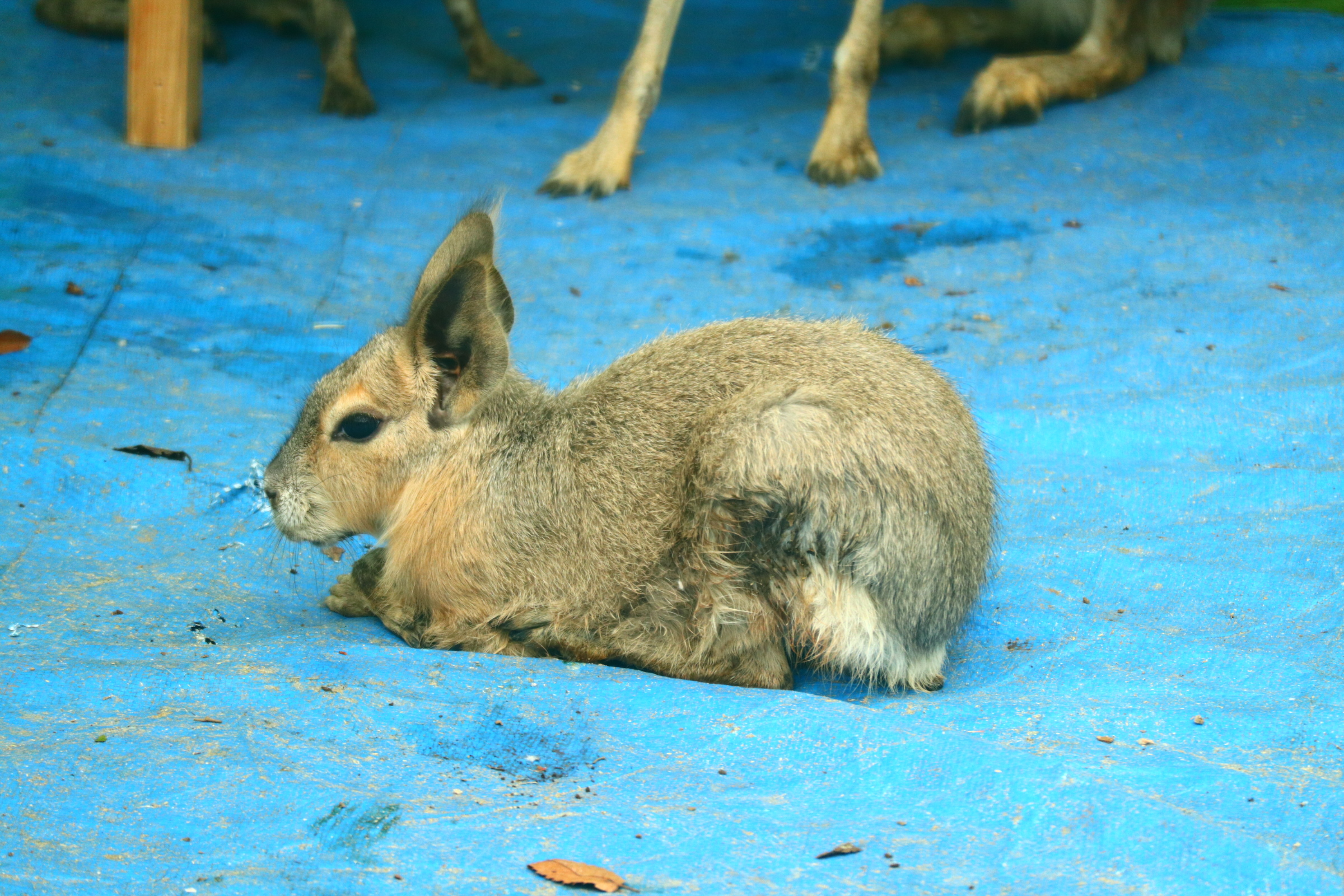
飼育個体
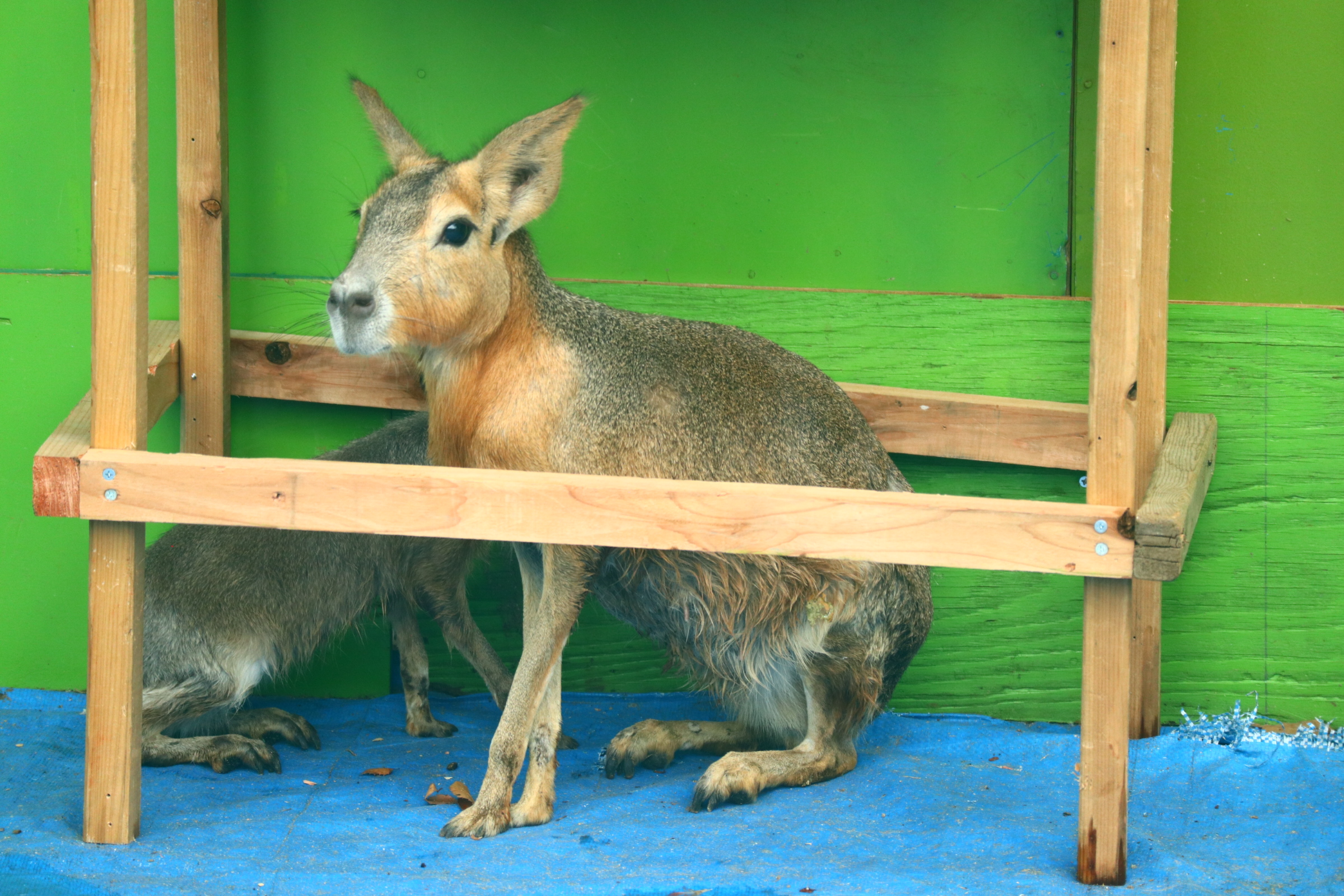
飼育個体